# Erastroides oletta
Erastroides oletta là một loài bướm đêm trong họ Noctuidae.